# اچ‌دی ۱۶۴۷۱۲
اچ‌دی ۱۶۴۷۱۲ یک ستاره است که در صورت فلکی مرغ بهشتی قرار دارد.